# گونگشی

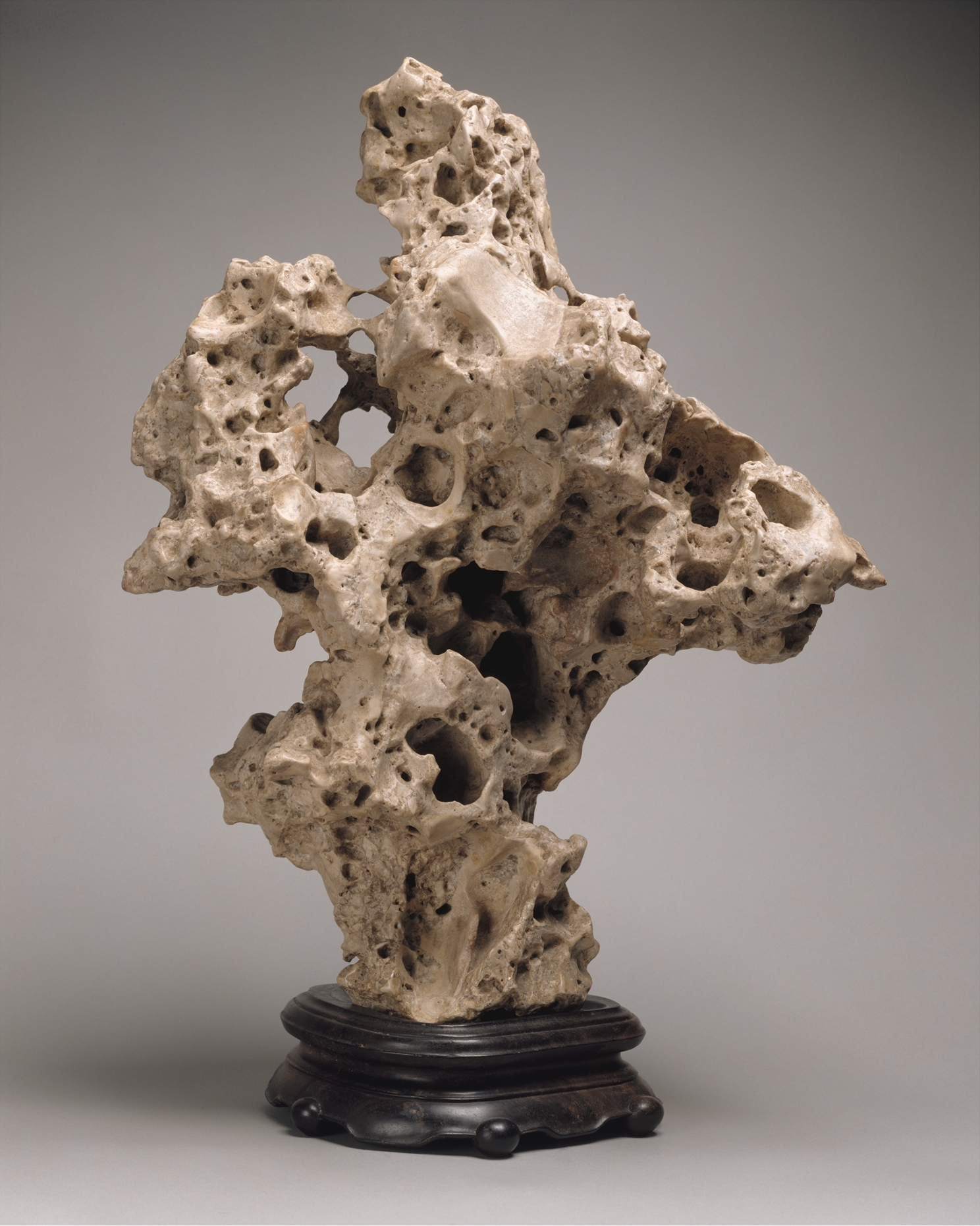
太湖 賞石، سنگ آهک، در دریاچه تایهو در قرن ۱۹ پیدا شد.

گونگشی (به انگلیسی: Gongshi) (به چینی: 贡 石)، سنگی است که از عناصر طبیعی تشکیل شده است و در سنت چینی به دلیل ظاهر آن ارزش زیادی قائل هستند. بیشتر سنگ‌ها از دریاچه‌های آب شیرین جمع‌آوری می‌شوند، جایی که با تشکیل کارست ایجاد می‌شوند. همچنین به عنوان صخره‌های ادیب شناخته می‌شود. این اصطلاح همچنین سنگ‌هایی را که در باغ‌های سنتی چینی قرار گرفته‌اند مشخص می‌کند.

## شرح

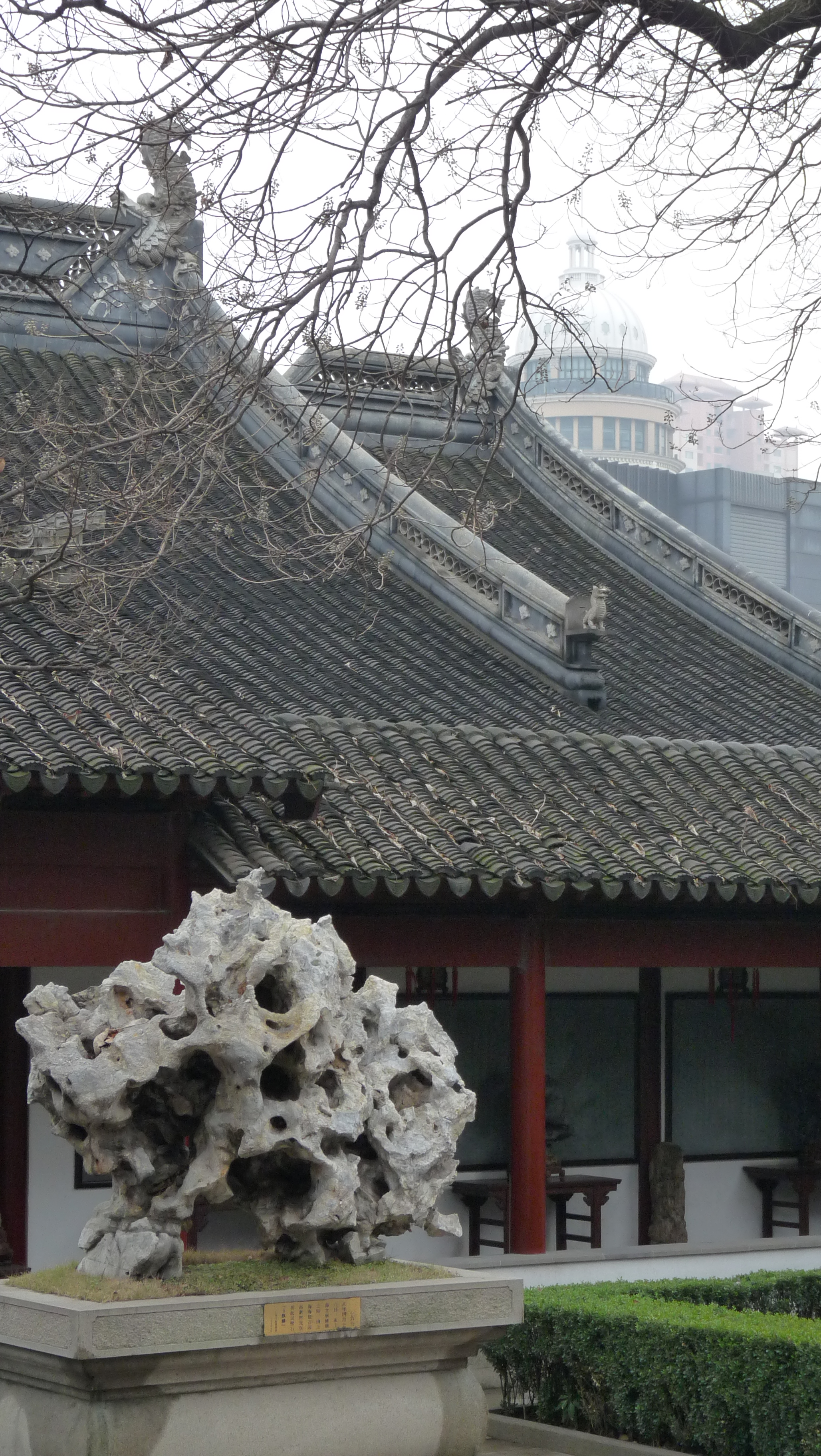
گونگشی (صخره ادیب) در معبد ونمیائو، شانگهای

گونگشی معمولاً با تشکیل کارست در سنگ‌های آهکی شکل می‌گیرد. این امر باعث ایجاد اشکال نامنظم در سنگ‌ها در اثر نفوذ آب می‌شود. سنگ را می‌توان به گونه‌ای شکل داد که ظاهر آن ارتباطاتی را تداعی می‌کند. برای نمونه، سنگ‌ها می‌توانند مناظر صخره‌ای مینیاتوری را نشان دهند. سنگ‌های دیگر به دلیل شباهت آنها با حیوانات، افراد یا شخصیت‌های اساطیری ارزش‌گذاری می‌شوند. این سنگ می‌تواند دارای رنگ ثابت باشد و همچنین دارای چندین رنگ متضاد باشد. اندازه نیز می‌تواند بسیار متفاوت باشد، از چند صد گرم تا چند صد کیلوگرم.
اکثریت قریب به اتفاق صخره‌های گونگشی از سه مکان در چین جمع‌آوری شده است. این سنگ‌ها از محل مبدأ نامگذاری شده‌اند و همگی از سنگ آهک تشکیل شده‌اند. سنگ‌های لینگبی (Lingbishi) از منطقه لینگبی استان آن‌هویی می‌آیند. سنگ‌های تایهو از آب دریاچه تایهو، استان جیانگ‌سو تشکیل شده است. سنگ‌های یینگدِشی یا یینگشی (Yingshi یا Yingdeshi) از منطقه یینگدی در استان گوانگ‌دونگ می‌آیند.
گونگشی بر اساس عوامل مختلفی مانند سایه رنگ، بافت و الگوهای سنگ مورد توجه قرار می‌گیرد. شکل‌های عجیب و باریک بسیار مورد توجه قرار می‌گیرند، به‌ویژه هنگامی که سنگ به شدت متمایل است. سنگ بر اساس صدایی که هنگام ضربه زدن ایجاد می‌کند نیز قضاوت می‌شود.
سنگ به سختی کار شده و همان‌طور که پیدا شده ارائه می‌شود. فقط قسمت زیرین سنگ کاملاً صاف است، به‌طوری که می‌توان آن را روی یک پایه قرار داد. این معمولاً از چوب تیره مانند چوب گل رز ساخته می‌شود. قسمت بالای آن به گونه‌ای بریده می‌شود که خطوط سنگ را دنبال کند. گونگشی را می‌توان در داخل و خارج از منزل در باغ سنتی چینی قرار داد.

## تاریخ

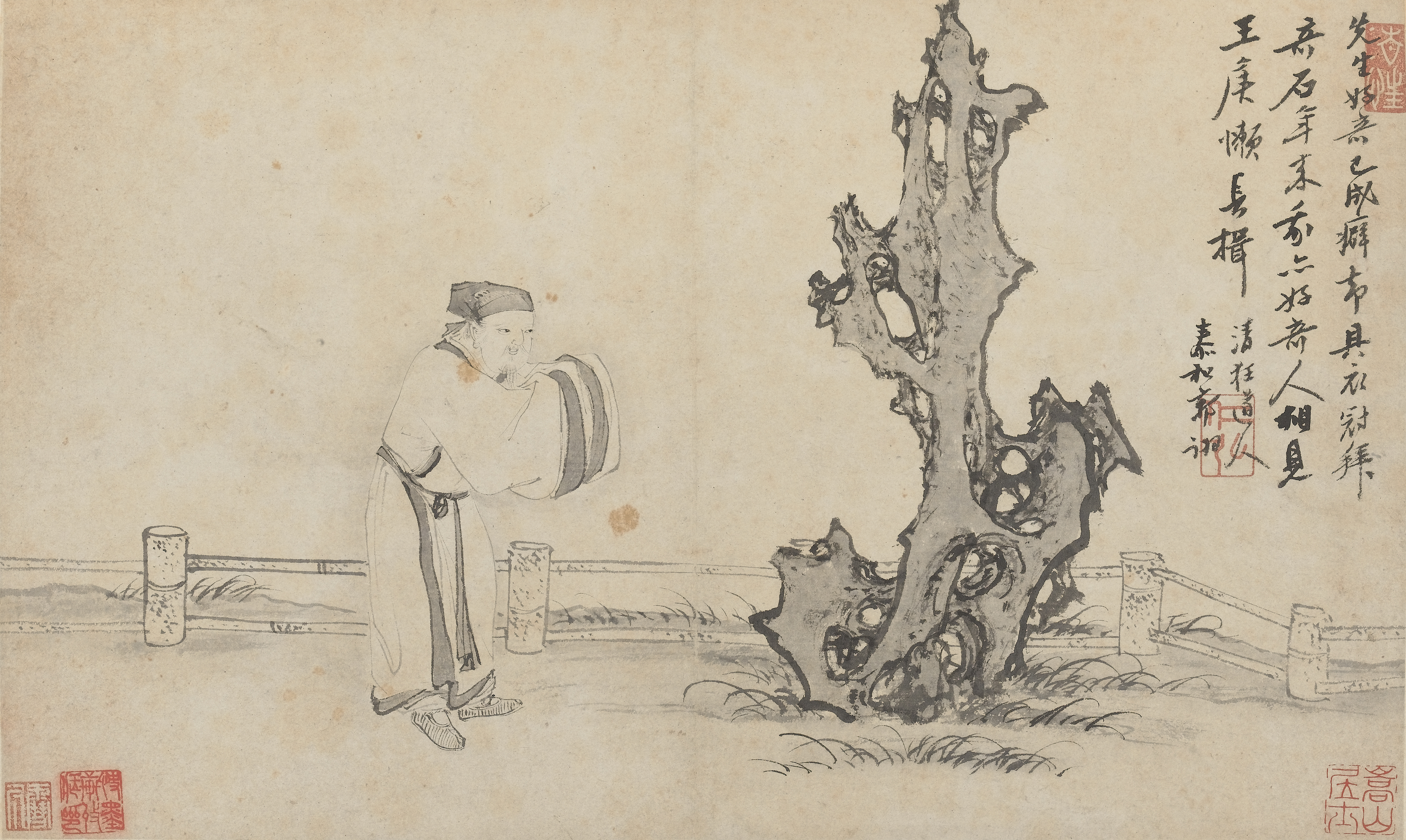
در سال ۱۵۰۳، نقاش Guo Xu طرح «Mi Fu Bowing to a Rock» را کشید. می‌فو، خوشنویس قرن ۱۱، که غالباً غیرعادی تلقی می‌شد، معتقد بود که برخی از این صخره‌ها روح خود را دارند و با تعظیم به آنها ادای احترام می‌کند.

در اوایل تاریخ، سنگ‌های طبیعی تشکیل شده عنصر مهمی در باغ چین بودند. در زمان سلسله تانگ (۶۱۸–۹۰۷) سنگ‌ها بر اساس ظاهر آنها بر چهار دسته مورد قضاوت قرار گرفتند. اینها باریکی (shou)، باز بودن (tou)، سوراخ‌دار (lou) و راه‌راه (zhou) بود. اشکال نامنظم سنگ‌ها تجسم پویایی طبیعت تلقی می‌شد. اعتقاد بر این بود که سنگ‌هایی شبیه به مناظر سنگی موجودات جاودانه را در خود جای داده‌اند.
سنگ‌ها از قرن هشتم بر روی آثار با جوهر سیاه‌قلم به‌تصویر کشیده شده‌اند. آنها نقاشی محبوب در نقاشی‌های بامبو و نقاشی پرندگان و گل‌ها شدند. در دوره سونگ (۱۲۷۹–۹۶۰)، ادیبان مجموعه گونگشی را جمع‌آوری کرده و از آنها به‌عنوان ابزاری برای مطالعه و تفکر استفاده می‌کردند. یک گردآورنده مشتاق نقاش و خوشنویس چینی می‌فو (۱۱۰۷–۱۰۵۱) بود. او به سنگ‌های دریاچه تایهو که به گفته او روح داشت تمایل داشت. می‌فو به‌خاطر عادت خود به احترام گذاشتن با سنگ‌ها به‌ویژه سنگ مورد علاقه‌اش، که او را برادر خود می‌دانست مشهور بود.
گونگشی به عنوان نقاشی در قرن ۱۷ به اوج خود رسید. سنگ‌های موجود نه تنها کپی شده‌اند. بسیاری از تصاویر نیز از تخیل هنرمند گرفته شده است. به دنبال گونگشی، سنت‌های مشابه سوئیسکی در ژاپن به‌وجود آمد.

## نگارخانه

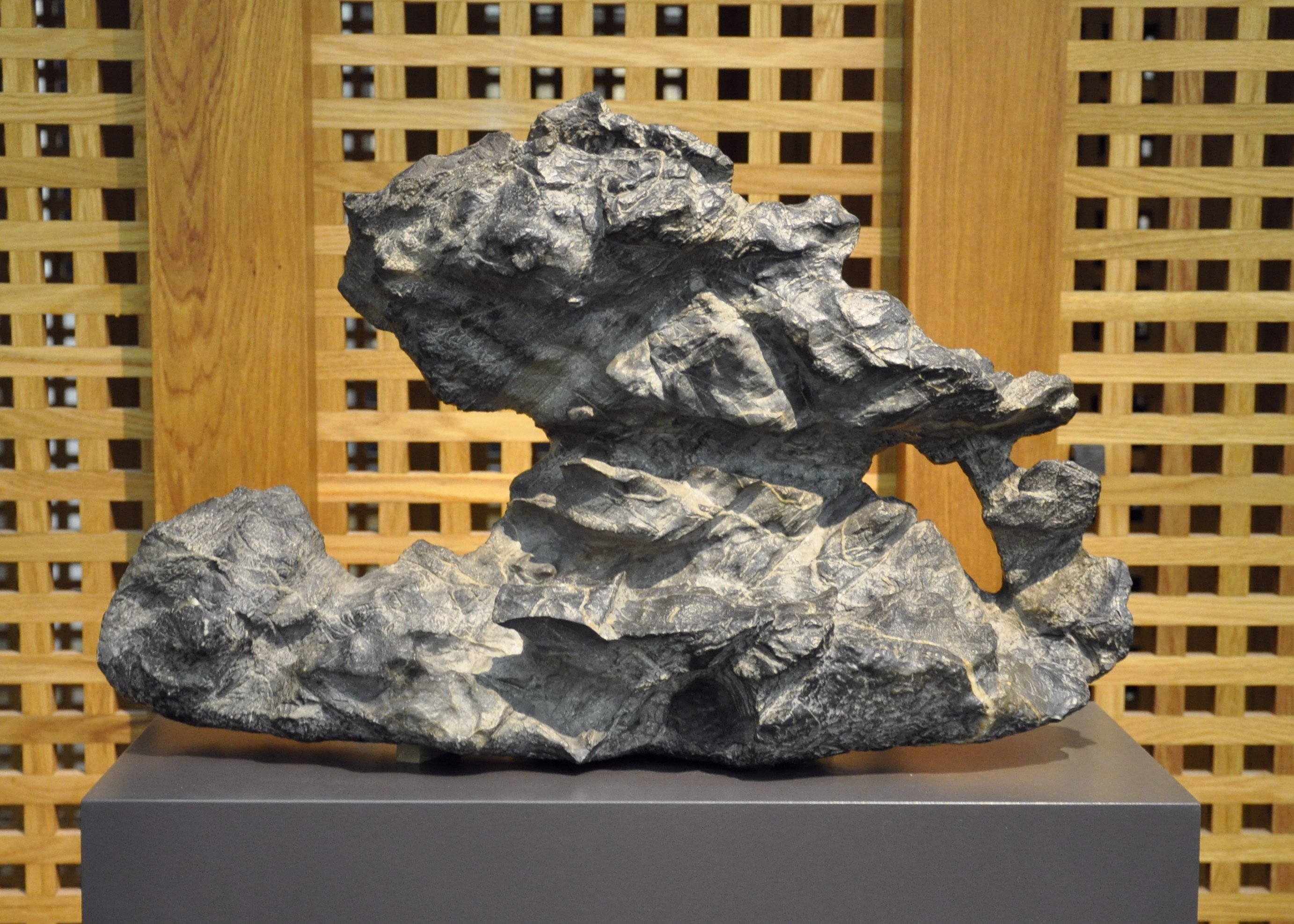
سنگ لینگبی از آن‌هویی سلسله مینگ، قرن پانزدهم
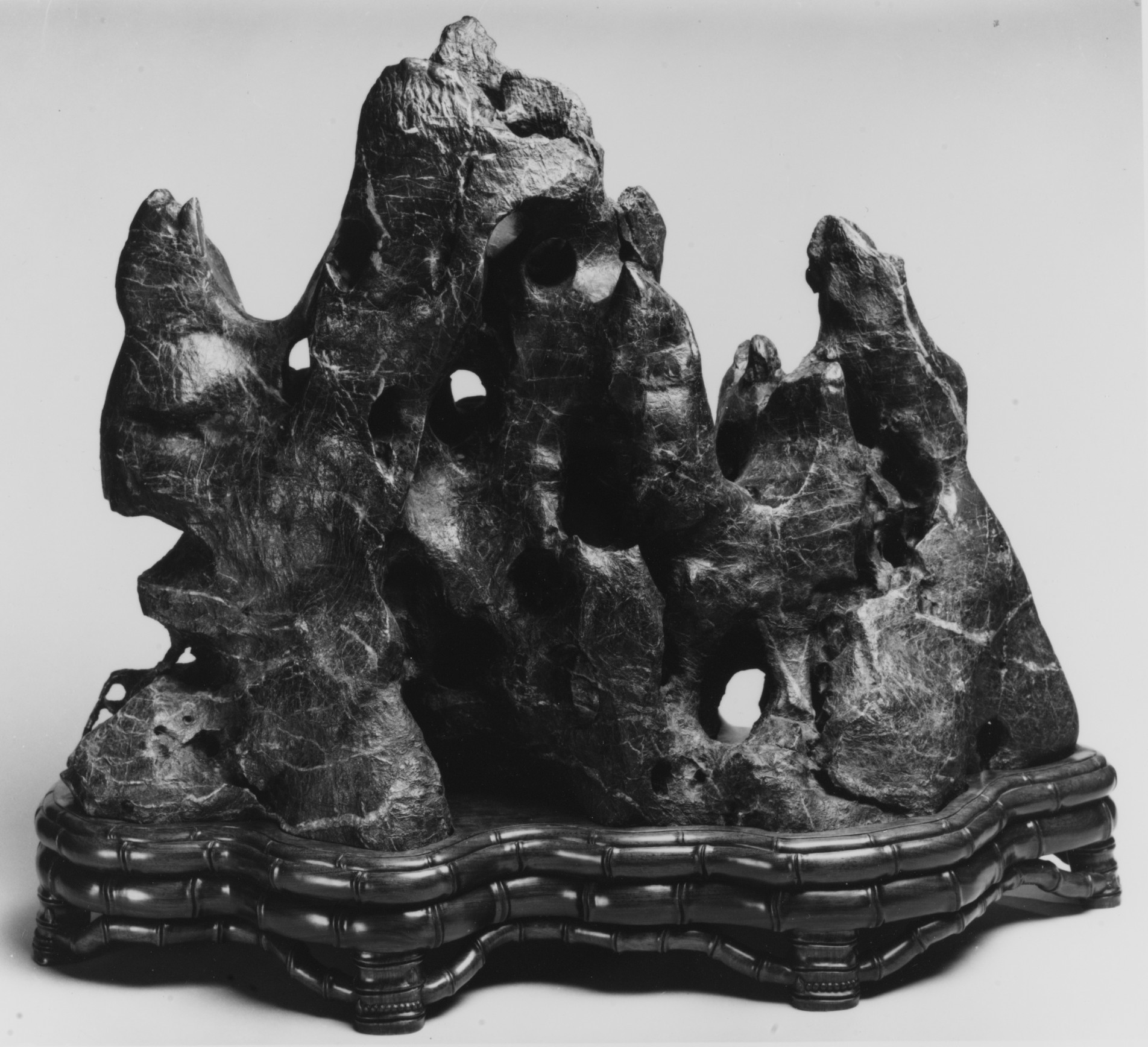
سنگ آهک سیاه لینگبی
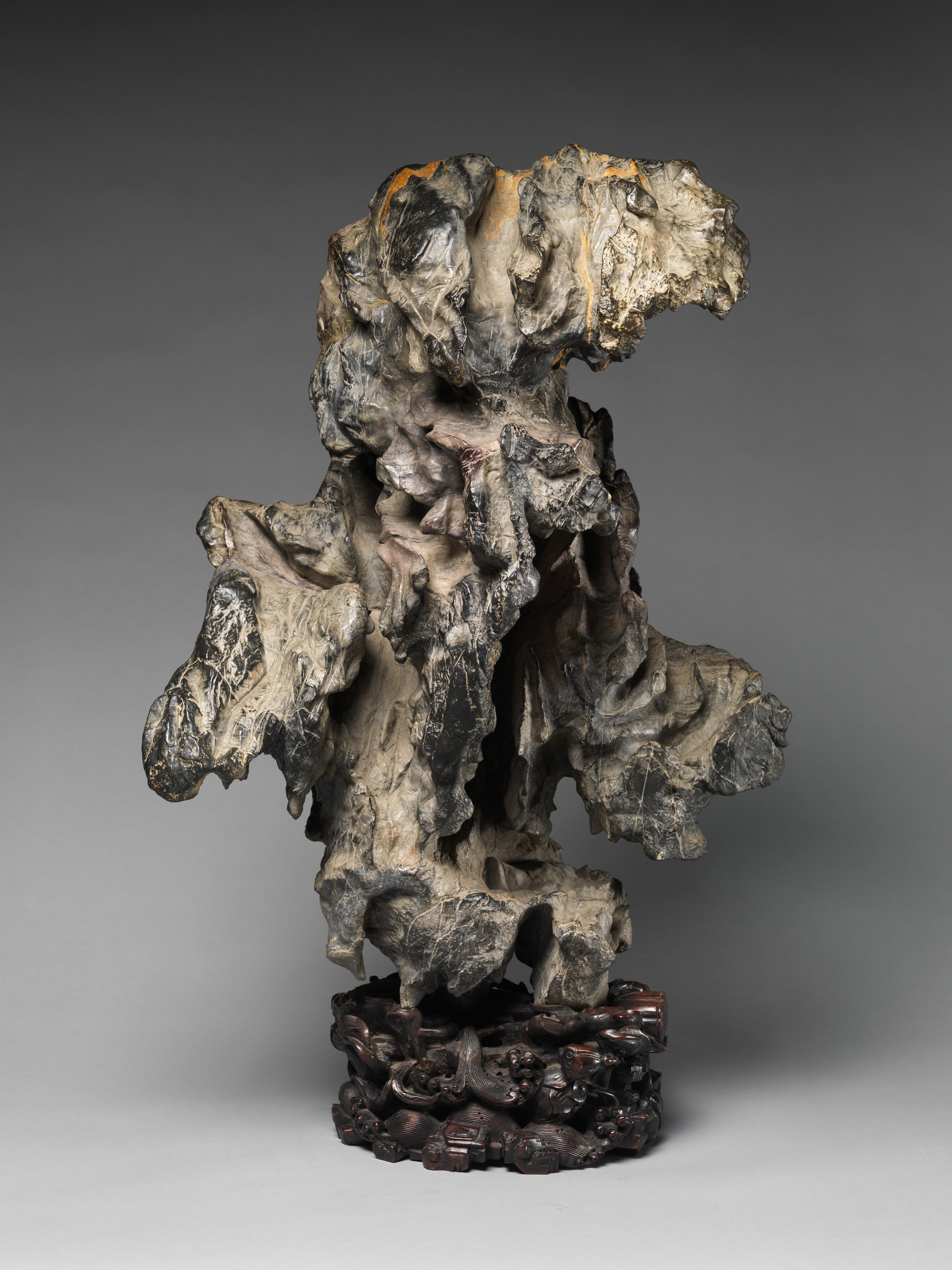
سنگ آهک خاکستری لینگبی
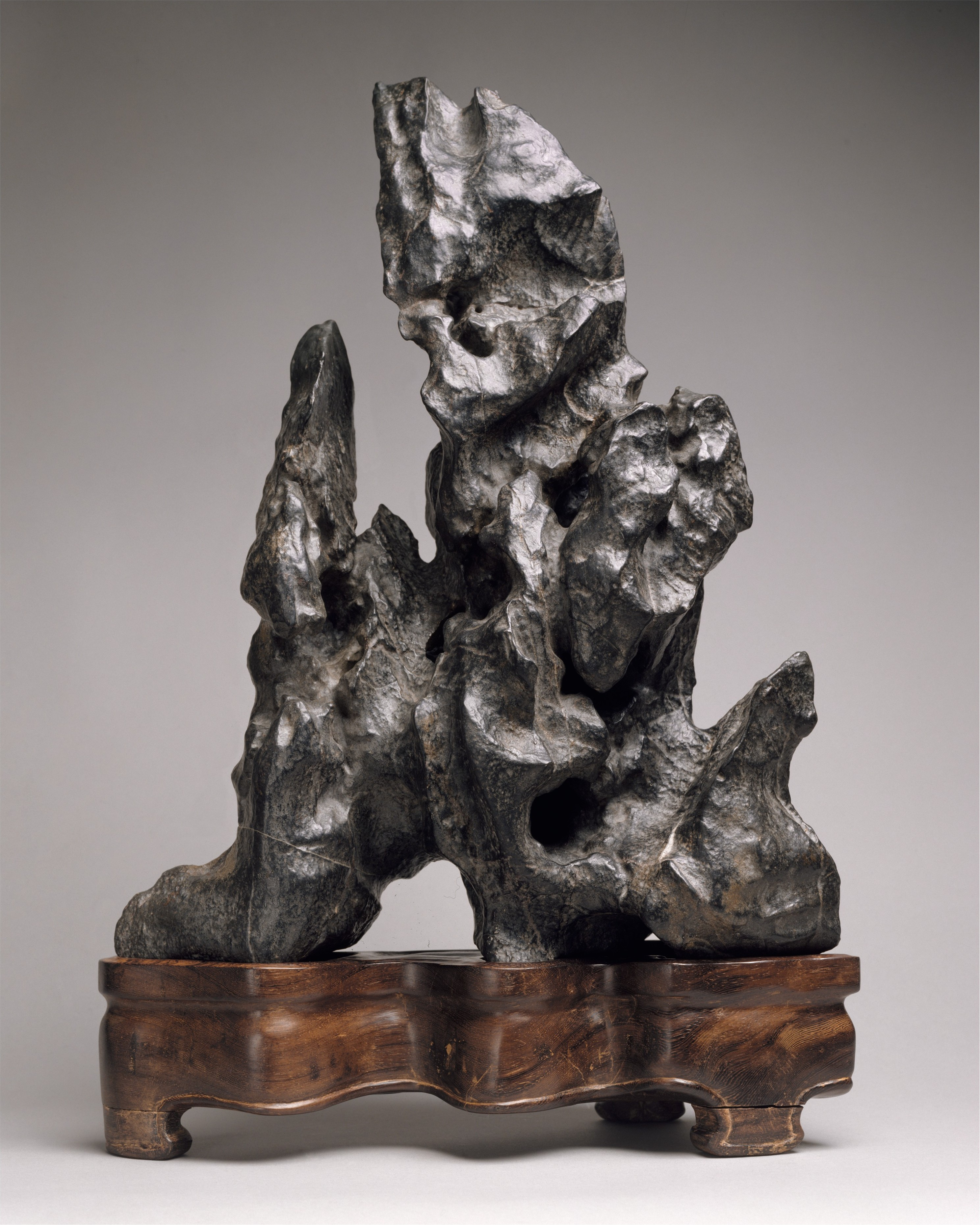
سنگ آهک سیاه لینگبی
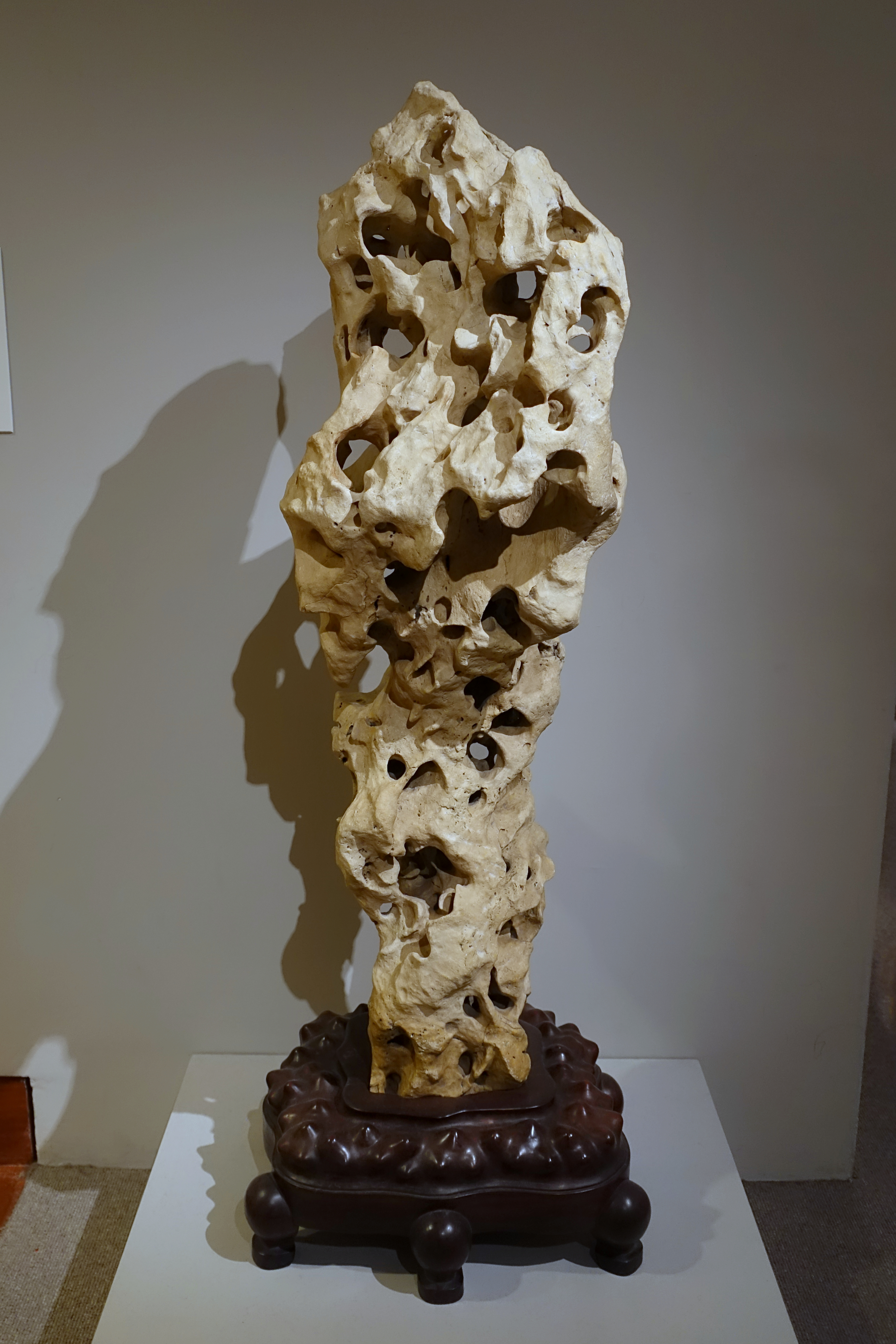
سنگ آهک تایهو
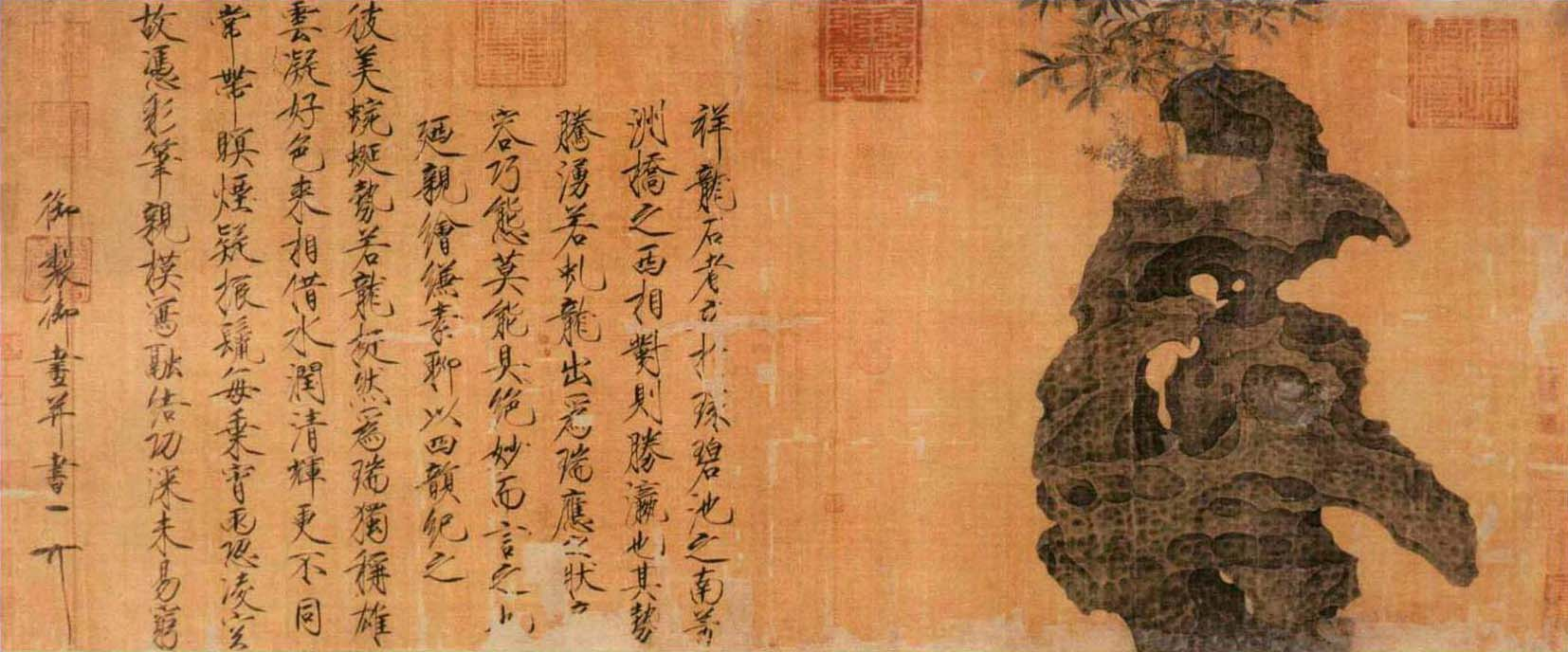
امپراتور هوئی زونگ، سنگ اژدهای خوش‌یُمن (祥龍 石 painted) را نقاشی کرد و صخره تایهو که دچار آب شده بود را به تصویر کشید که شبیه اژدها بود.